# Willem de Vries Lentsch
Willem de Vries Lentsch senior (* 10. September 1886 in Nieuwendam; † 6. März 1980 in Amsterdam) war ein niederländischer Segler.

## Erfolge
Willem de Vries Lentsch gab sein Olympiadebüt 1928 in Amsterdam, verpasste in der 12-Fuß-Jolle jedoch als Viertplatzierter knapp einen Medaillengewinn. Zwar hatte er wie Bertel Broman zwei Wettfahrten gewonnen, da Broman aber zweimal den zweiten Rang belegt hatte, de Vries Lentsch hingegen nur einmal, erhielt Broman die Bronzemedaille. Bei den Olympischen Spielen 1936 in Berlin, deren Segelregatten im Olympiahafen Düsternbrook in Kiel ausgetragen wurden, startete er im Starboot. Mit Bob Maas gewann er als Dritter die Bronzemedaille hinter den Deutschen Peter Bischoff und Hans-Joachim Weise sowie Arvid Laurin und Uno Wallentin aus Schweden.
In seiner Familie gab es weitere olympische Segler. Sein Bruder Gerard de Vries Lentsch gewann 1928 die Silbermedaille in der 8-Meter-Klasse, sein Sohn Wim de Vries Lentsch nahm an den olympischen Segelregatten 1948 und 1952 teil.